# Можайский договор
Можайский договор был датско-российским договором, заключенным в Можайске 7 августа 1562 года во время Ливонской войны . Договор утвердил дружественные датско-русские отношения и обязал стороны не поддерживать другие стороны в войне, уважать претензии друг друга в Старой Ливонии и предоставлять торговцам друг друга свободный проход.
К 1562 году король Дании Фридрих II и русский царь Иван IV были двумя из нескольких сторон, претендовавших на часть территорий Ливонии, ни одна из которых не смогла решить конфликт самостоятельно. Вместо того чтобы вступать в открытую войну, Фридрих II и Иван IV предпочитали поддерживать давнюю традицию дружественных датско-русских отношений . Договор был отмечен тем обстоятельством, что великая европейская держава встретила российское царство на равных и что никакое предварительное военное решение не заставляло стороны заключать его.
На практике договор не был полностью реализован. Отчасти это было связано с ограниченным участием Фридриха II в Ливонии, где его брат Магнус проводил свою собственную политику. В последующие годы войны, хотя Иван IV и не противодействовал Фридриху II, но имел дела с Магнусом напрямую, что в итоге сделало его королем Ливонии в качестве его вассала.

## Ливония в 1562 году
В 1562 году, на ранней стадии Ливонской войны, территория современных государств Эстонии и Латвии (тогда Терра Мариана или Старая Ливония) была предметом спора между Сигизмундом II Августом, Польско — Литовским монархом, Иваном IV Грозным, царем России, Фридрихом II, королем Датско-Норвежской унии, и Эриком XIV, королем Швеции. Ливонская конфедерация обратилась к Польше-Литве за защитой в Позвольском договоре 1557 года, спровоцировав вмешательство Ивана IV, который, несмотря на значительные территориальные завоевания и важную победу в Эрмесе (Ergeme), не смог подчинить всю Ливонию. Основная часть распадающейся Ливонской конфедерации была подчинена Польше-Литве в Вильнюсском договоре (1561 г.) образовав герцогства Ливонии, Курляндии и Семигалии. Благодаря тому, что Ревель (Таллинн) принял шведское превосходство, также в 1561 году Швеция установила господство в Эстонии, несмотря на протесты Фридриха II, который претендовал на исторические права в этом районе и уже приобрел Эзель-Викское епископство в западной Эстонии.
Роберт И. Фрост суммировал состояние войны 1562 года как «непростую тупиковую ситуацию»: в то время как Дания, Швеция, Россия и Польша-Литва поставили перекрывающиеся требования, местные партии распавшейся Ливонской Конфедерации, по крайней мере, предварительно выбрали стороны и между некоторыми из соответствующих армий происходили интенсивные бои, стабильного решения не было видно, даже если военные столкновения уменьшились.

## Интересы Фридриха II, Ивана IV и Магнуса
Фридрих II сосредоточился на своем соревновании с Эриком XIV Шведским за гегемонию в Балтийском море и вокруг него, которое в 1563 году завершилось Северной Семилетней войной . У него не было никаких амбиций, чтобы войти в конфликт с Иваном IV, и, несмотря на кратковременное раздражение в контексте оккупации Кристианом III Сааремаа в 1558 году, датско-российские отношения были дружны и основывались на пакте 1493 года, возобновленном в 1506 и 1517 годах. Иван IV также не хотел конфликта с Фридрихом II, так как он не смог достичь взаимопонимания с другими сторонами в Ливонской войне, Швецией и Польшей-Литвой, и на него оказали давление вторжения крымских татар на южную границу его царства.
Фридрих II имел непростое отношение к своему младшему брату Магнусу, герцогу Гольштейнскому, которого он основал в Эзель-Вике, чтобы «избавиться» от него. Тем не менее после того, как Магнус прибыл туда в апреле 1560 года, он сразу начал расширятьсвою территорию, купив курландский Стифт Пилтен (Piltene) и эстонское епископство Ревал, и, таким образом, к 1561 году обанкротился, вступив в конфликт с другими сторонами, претендующими на эти территории, и без каких-либо достаточных военных средств. Магнус обратился к суду своего брата в Копенгагене, надеясь, что Фридрих II откажется от своей политики минимального участия и вступит в Ливонский конфликт на его стороне. Тем не менее Фридрих II вместо этого ограничил право Магнуса заключать договоры без его согласия, обязал его самостоятельно консолидировать свои финансы и назначил губернатора для Осела-Вика, который должен был внимательно следить за деятельностью Магнуса в Ливонии.

## Договор
6 июля 1562 года группа датских послов прибыла ко двору Ивана IV в Москве. Возглавлял делегацию гофмейстер Фридриха II, Эйлер (также Эллер, Элиас) Харденберг, а также Якоб Брокенхузен, Йенс Труэльсен Ульфстанд и Захария Фелинг. Переговоры длились всего месяц, и договор был заключен 7 августа в Можайске к западу от Москвы.
Хотя договор не содержал новый пакт о взаимопомощи,
- Фридрих II и Иван IV согласились, что никто не поддержит ни Швецию, ни Великое Княжество Литовское,
- обе стороны признали и подтвердили сферы интересов друг друга в Ливонии,
- Иван IV гарантировал Магнусу Гольштейнскому свои ливонские владения,
- купцам из Дании и русского царства было разрешено свободно проходить в оба царства.[9]

Договор не содержал срока действия.

## Значимость
В историографии Можайские соглашения рассматриваются как весьма значимый договор. Хюбнер (1998) говорит, что 
 «высокое значение этого договора, которое было названо» вехой в европейской истории ", для московского государства было обусловлено не только его содержанием, но и тем, что великая европейская держава была готова заключить его на основе полностью равный статус, без предварительного военного конфликта, заставляющего стороны делать это ". 
 Однако стороны не смогли извлечь практические преимущества из договора. Ни одна из сторон не смогла помешать шведским силам вторгнуться и занять часть своих ливонских притязаний, датские и польские короли договорились о взаимной поддержке против Швеции в Северной Семилетней войне . Иван IV задержал выполнение соглашений о свободной торговле и заключил семилетнее перемирие с Швецией в 1564 году. В последующие годы Иван IV сосредоточился на Магнусе Гольштейнском, а не на Фридрихе II, утвердив его в качестве короля Ливонии под его вассалом.

### Список используемой литературы
- De Madariaga, Isabel. Ivan the Terrible. — Yale University Press, 2006. — ISBN 0-300-11973-9.  De Madariaga, Isabel. Ivan the Terrible (неопр.). — Yale University Press, 2006. — ISBN 0-300-11973-9.  De Madariaga, Isabel. Ivan the Terrible (неопр.). — Yale University Press, 2006. — ISBN 0-300-11973-9.
- Frost, Robert I. The Northern Wars: War, State, and Society in Northeastern Europe, 1558–1721 (англ.). — Pearson Education[англ.], 2000. — (Modern wars in perspective). — ISBN 0-582-06429-5.  Frost, Robert I. The Northern Wars: War, State, and Society in Northeastern Europe, 1558–1721 (англ.). — Pearson Education[англ.], 2000. — (Modern wars in perspective). — ISBN 0-582-06429-5.  Frost, Robert I. The Northern Wars: War, State, and Society in Northeastern Europe, 1558–1721 (англ.). — Pearson Education[англ.], 2000. — (Modern wars in perspective). — ISBN 0-582-06429-5.
- Hübner, Eckhard. Zwischen Christianisierung und Europäisierung. Beiträge zur Geschichte Osteuropas in Mittelalter und früher Neuzeit. Festschrift für Peter Nitsche zum 65. Geburtstag (нем.). — Steiner, 1998. — (Quellen und Studien zur Geschichte des östlichen Europa). — ISBN 3-515-07266-7.  Hübner, Eckhard. Zwischen Christianisierung und Europäisierung. Beiträge zur Geschichte Osteuropas in Mittelalter und früher Neuzeit. Festschrift für Peter Nitsche zum 65. Geburtstag (нем.). — Steiner, 1998. — (Quellen und Studien zur Geschichte des östlichen Europa). — ISBN 3-515-07266-7.  Hübner, Eckhard. Zwischen Christianisierung und Europäisierung. Beiträge zur Geschichte Osteuropas in Mittelalter und früher Neuzeit. Festschrift für Peter Nitsche zum 65. Geburtstag (нем.). — Steiner, 1998. — (Quellen und Studien zur Geschichte des östlichen Europa). — ISBN 3-515-07266-7.
- von Adelung, Friedrich. Kritisch-literärische Übersicht der Reisenden in Russland bis 1700, deren Berichte bekannt sind (нем.). — Eggers, 1846.